# Loren Legarda
Loren Legarda (Malabon, 18 januari 1960) is een Filipijnse politicus en voormalig journalist. Legarda werd bij de verkiezingen van 2007 gekozen als senator. Eerder was ze al senator van 1998 tot 2004. In 2004 stelde ze zich verkiesbaar als vicepresident van de Filipijnen. Ze eindigde bij deze verkiezing echter als tweede, achter winnaar Noli de Castro. Legarda was volgens peilingen een van de drie belangrijkste kandidaten om in 2010 te worden gekozen tot president van de Filipijnen.

## Vroege levensloop en carrière
Lorna Regina Legarda werd op 18 januari 1960 geboren in Malabon City (Metro Manilla) als de enige dochter van
Antonio Cabrera Legarda en Bessie Gella Bautista. Haar grootvader was Jose Bautista, een van de belangrijke pioniers van de Filipijnse journalistiek en hoofdredacteur van de Manila Times voordat president Ferdinand Marcos de staat van beleg afkondigde.
Als tiener was Legarda een veelgevraagd model voor reclamecampagnes. Ze was een uitstekende student en studeerde cum laude af aan de University of the Philippines. Haar carrière als journalist begon ze als verslaggever van de televisiezender RPN-9. In deze periode behaalde ze bovendien haar mastergraad in National Security Administration aan het National Defense College of the Philippines. Ook hier waren de door haar behaalde resultaten uitmuntend.
Het hoogtepunt van haar televisiecarrière bereikte ze in haar werk voor ABS-CBN, waar ze The World Tonight presenteert. Daarnaast presenteerde ze nog het actualiteitenprogramma The Inside Story voor dezelfde werkgever. Voor haar werk als journalist ontving ze meer dan 30 belangrijke onderscheidingen.

## Politieke carrière

### Senator
In 1998 stelde Logarda zich verkiesbaar voor een zetel in het Filipijnse Senaat als lid van de politieke partij Lakas-Christian Muslim Democrats. Ze werd gekozen met ruim 15 miljoen stemmen, wat tijdens de verkiezingen van 1998 het hoogste aantal stemmen was van alle senatoren. Kort na de verkiezingen van 2001 werd ze gekozen als de Majority leader van de Senaat.
Als senator is Legarda een aantal malen betrokken geweest bij onderhandelingen om gijzelaars vrij te krijgen. In 1999 speelde Legarda een belangrijke rol bij de vrijlating van vijf militairen en politiemensen die in april van dat jaar gevangen gehouden werden door de CCP-NPA-NDF. Onder de gevangenen was generaal Victor Obillo. Twee jaar later in april 2001 leidde Legarda de humanitaire vredesmissie die voor elkaar kreeg dat majoor Noel Buan van het Filipijnse leger werd vrijgelaten na meer dan twee jaar te zijn vastgehouden door rebellen. Daarnaast speelde ze nog een belangrijke rol bij de vrijlating van collega-journalist Arlene dela Cruz die was gevangen gehouden in Jolo in de provincie Sulu.
Tijdens haar periode als senator heeft Legarda zich ingezet voor wetgeving die de positie van vrouwen en kinderen ten goede kwam. Voorbeelden hiervan zijn de Anti-Domestic Violence Act en de Anti-Trafficking in Persons Act. Middels het Libro ni Loren Foundation heeft ze ervoor gezorgd dat vele tientallen kinderarbeiders naar school konden gaan. Ze zette zich bovendien ook in voor de natuur. In 2001 kreeg ze een onderscheiding van de Verenigde Naties voor haar inzet voor een groen Filipijnen middels haar programma Luntiang Pilipinas. Ze was bovendien de auteur van de Ecological Solid Waste Management Law.
In 2000 kreeg ze de onderscheiding "wereldleider van de toekomst" van het World Economic Forum in Davos.

### vicepresidentskandidaat 2004
In 2003 veranderde ze van partij en werd ze lid van de KNP coalitie van Fernando Poe jr.. Namens deze partij deed ze in verkiezingen van 2004 een gooi naar de functie van vicepresident van de Filipijnen. Ze verloor deze verkiezingen met een klein verschil van 881.722 stemmen (2,9%) van collega ABS-CBN presentator en senator Noli de Castro. Na de verkiezingen tekende ze protest aan tegen de uitslag bij het Hooggerechtshof van de Filipijnen. Volgens haar was er bij de verkiezingen sprake geweest van georganiseerde fraude. Op 18 januari 2008 volgde de uitspraak van het speciaal ingestelde Presidential Electoral Tribunal (PET). Het bezwaar ingediend door Legarda werd afgewezen. Hierbij werden drie gronden gegeven. Ten eerste zou het aantal election returns (ER) waarmee gefraudeerd zou zijn niet beslissend zijn geweest in de race tussen Legarde en De Castro. Ten tweede had Legarda niet de vereiste 3,9 miljoen Peso betaald die nodig waren om de ER's opnieuw te tellen. Als laatste gaf het hof aan dat Legarda in feite haar bezwaar had ingetrokken of had laten rusten op het moment dat ze zich in 2007 verkiesbaar had gesteld voor de Filipijnse Senaat. Legarda kondigde hierop aan in beroep te gaan.

### vicepresidentskandidaat 2010
Op 16 november 2009 maakte Loren Legarda bekend dat ze ervoor had gekozen om samen met Manny Villar de verkiezingen van 2010 in te gaan. Ze eindigde bij de verkiezingen op een derde plaats achter winnaar Jejomar Binay en nummer twee Mar Roxas. Legarda kon hierdoor de resterende drie jaar van haar termijn als senator afmaken. In deze periode in de Senaat was ze voorzitter van de senaatscommissies voor klimaatverandering, culturele gemeenschappen en buitenlandse aangelegenheden.
Bij de verkiezingen van 2013 is Legarda herkiesbaar als voor een tweede termijn als senator. In de peilingen voorafgaand aan de verkiezingen staat ze vrij constant bovenaan de lijst van meest genoemde senatoren.